# 小城満睦
小城 満睦（おぎ みつよし/まんぼく、1897年（明治30年）1月28日 - 1993年（平成5年）2月23日）は、日本の剣道家。段位は全日本剣道連盟範士九段。流派は津田一伝流。

## 経歴

### 生い立ち
福岡県久留米市に生まれる。祖父小城半平は旧久留米藩の武士で、松崎浪四郎と昵懇であった。高等小学校1年生のとき加藤田神陰流大坪一郎から剣道を学ぶ。その後津田一伝流浅野彰太（浅野一摩の兄）に入門し、津田一伝流印可を受けた。

### 戦前
久留米商業学校を経て、1914年（大正3年）に大日本武徳会本部剣道講習科に入り、内藤高治らに師事する。
卒業後上京し、斎村五郎宅に寄宿し修行。1921年（大正10年）、大日本武徳会から精錬証を授与される。
1940年（昭和15年）、紀元二千六百年奉祝天覧武道大会に指定選士として出場。
福島県立会津中学校剣道教師、国士舘専門学校教授を務めた。

### 戦後
太平洋戦争後は、中国管区警察学校教授、同名誉教授、中国地区剣道連盟副会長、全日本剣道連盟相談役を歴任した。晩年は津田一伝流を思い出せず現代剣道のみを指導していたようである。1985年（昭和60年）度、日本武道協議会武道功労者表彰を受けた。